# BeeZero

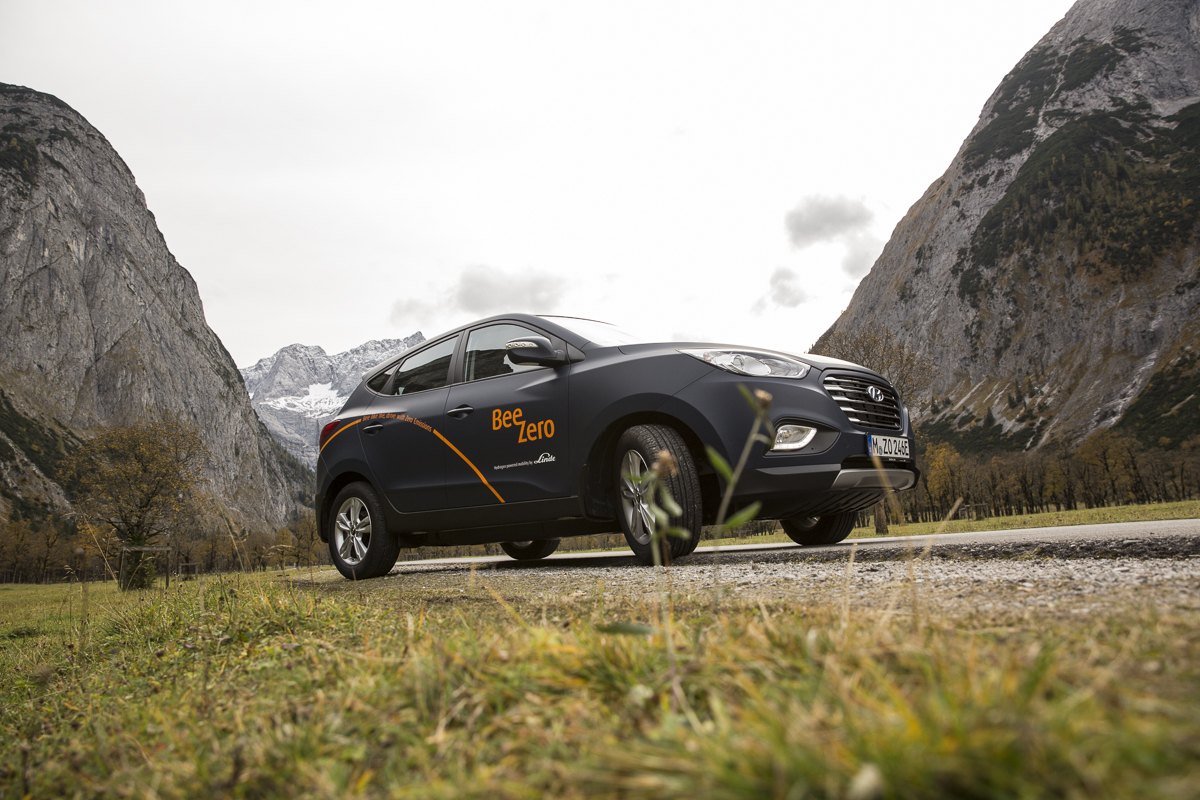
BeeZero Carsharing

BeeZero war ein  seit 2016 von der Linde Hydrogen Concepts GmbH mit Sitz in Pullach im Isartal betriebener Carsharing-Service. Für das zonenbasierte System wurden weltweit erstmals ausschließlich Wasserstoff betankte Brennstoffzellenfahrzeuge (FCEV) genutzt. Das Angebot wurde zum 30. Juni 2018 eingestellt.

## Geschichte
Die Linde Hydrogen Concepts GmbH (LHC) wurde im Dezember 2015 von der Linde AG in München gegründet. Ab dem 7. April 2016 startete das Unternehmen unter dem Markennamen BeeZero in München den weltweit ersten Betrieb eines Carsharingsystems mit Wasserstoffautos. Zu diesem Zweck wurden 50 wasserstoffbetriebene Hyundai ix35 FCEV angeschafft. Am 9. März 2018 gab BeeZero bekannt, ihre Aktivitäten zum 1. Juli 2018 einzustellen. Als Grund wurde angegeben, dass das Angebot langfristig wirtschaftlich nicht tragbar sei.
Seit September 2018 verfügt der Car-Sharing Anbieter Book-n-drive im Rhein-Main-Gebiet über sechs Hyundai ix35 Fuel Cell in seiner Flotte, und zudem noch über einen Toyota Mirai.

## Konzept

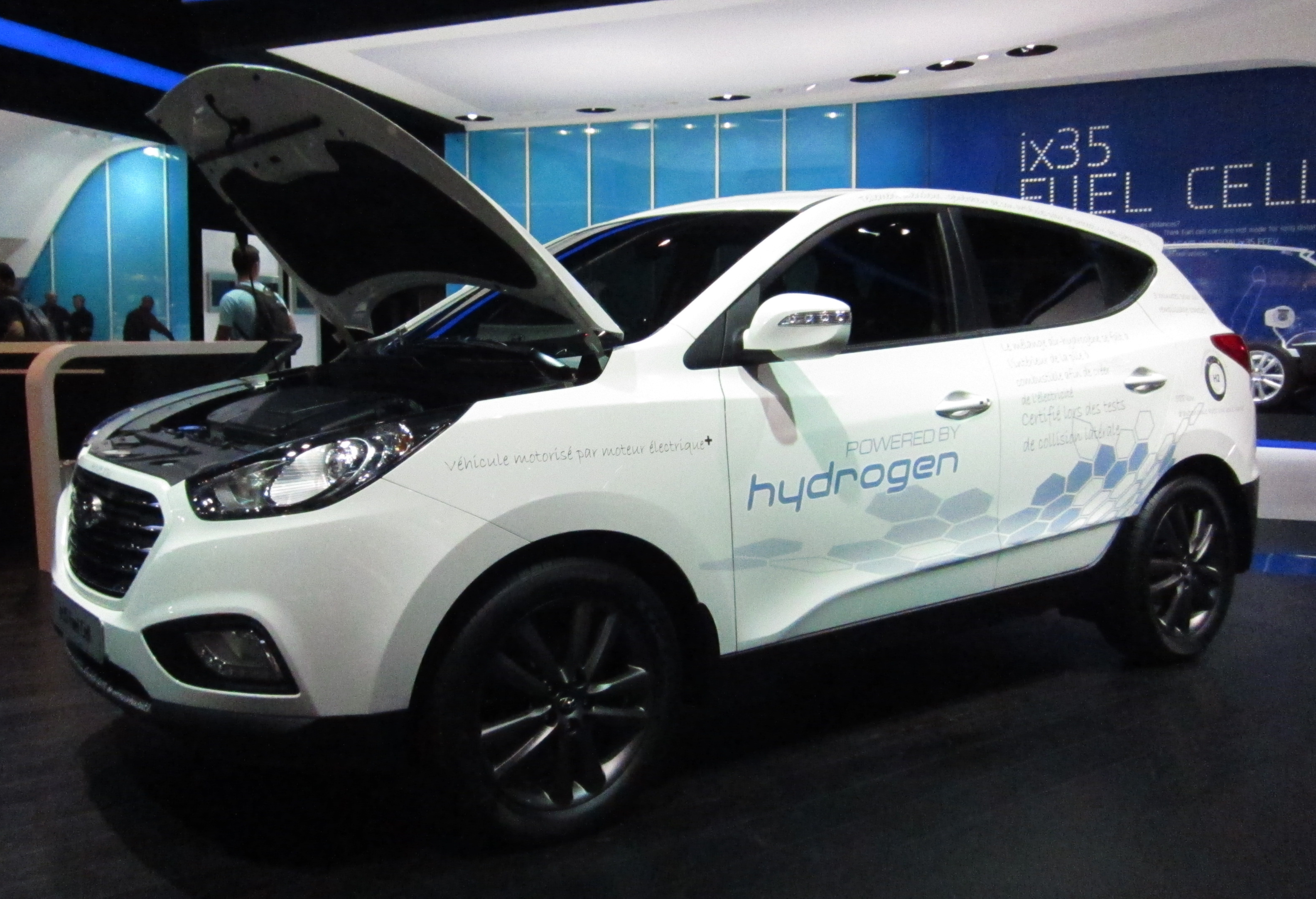
Hyundai ix35 Fuel Cell

BeeZero war ein zonenbasiertes Carsharing, bei dem die Fahrzeuge auf bestimmte Parkzonen innerhalb der Stadt verteilt wurden. Ein Auto, das in einer bestimmten Parkzone ausgeliehen wurde, musste auch in dieser wieder zurückgegeben werden. Die verwendete Brennstoffzellentechnologie ermöglicht durch direkte Umwandlung von Wasserstoff in elektrische Energie den emissionsfreien Betrieb der Hyundai ix35 Fuel Cell, für die von Beezero 400 km Reichweite angegeben wurden. Der Füllstand und die Reichweite jedes Fahrzeugs wurden per App und auf der Homepage angezeigt. Die Kunden konnten nicht selber nachtanken, die Fahrzeuge wurden von Mitarbeitern befüllt. Der benötigte Wasserstoff stammte vom Mutterkonzern Linde, einem Hersteller für technische Gase.
Zur Verfügung standen ausschließlich SUV vom Typ Hyundai ix35 FCEV. Um das Angebot nutzen zu können, zahlte man eine Anmeldegebühr. Gebucht wurde wie bei anderen Systemen online oder per Handy-App. Die Nutzung wurde nach Stunden und/oder Kilometern abgerechnet. Darüber hinaus wurden verschiedene Pauschalpakete angeboten. Die Preise von BeeZero befanden sich auf dem Niveau anderer Anbieter wie DriveNow, Car2go und Sixt.